# Polyommatus sarta
Polyommatus sarta är en fjärilsart som beskrevs av Alphéraky 1882. Polyommatus sarta ingår i släktet Polyommatus och familjen juvelvingar. Inga underarter finns listade i Catalogue of Life.